# La Jagua de Ibirico
La Jagua de Ibirico est une municipalité située dans le département de Cesar, en Colombie.